# Reductoderces
Reductoderces är ett släkte av fjärilar. Reductoderces ingår i familjen säckspinnare.
Kladogram enligt Catalogue of Life:
| Reductoderces | \| \| Reductoderces aucklandica \| \| \| \| \| \| Reductoderces campbellica \| \| \| \| \| \| Reductoderces fuscoflava \| \| \| \| |
|               | \| \| Reductoderces aucklandica \| \| \| \| \| \| Reductoderces campbellica \| \| \| \| \| \| Reductoderces fuscoflava \| \| \| \| |
|               | Reductoderces aucklandica |
|               | |
|               | Reductoderces campbellica |
|               | |
|               | Reductoderces fuscoflava |
|               | |